# 大韓赤十字社
大韓赤十字社（だいかんせきじゅうじしゃ）とは、大韓民国の赤十字組織である。国際赤十字赤新月社連盟に加盟している。

## 概要
1905年に大韓帝国の赤十字組織として設立される。大韓帝国の日本併合に伴い日本赤十字社の範囲となり、消滅。その後1946年に朝鮮半島北部は「北朝鮮赤十字社」として独自の赤十字社が設立され、赤十字社も国家と同様に南北に分断される事となった。南側は大韓民国の赤十字組織として1949年に「大韓赤十字社」を設立。1955年には国際赤十字赤新月社連盟に加盟し、以降は大韓民国を代表する組織として活動を行っている。

### 名誉会長・名誉副会長
大韓赤十字社の名誉会長と名誉副会長はそれぞれ大統領と国務総理が務めると大韓赤十字社組織法第14条に規定がある。

## 関連事項
- 赤十字社
- 国際赤十字赤新月社連盟
- 赤十字国際委員会
- 国際赤十字赤新月組織一覧